# Bahía San Antonio
Bahía San Antonio är en vik i Argentina.   Den ligger i provinsen Eldslandet, i den södra delen av landet, 2 300 kilometer söder om huvudstaden Buenos Aires.
Trakten runt Bahía San Antonio består i huvudsak av gräsmarker.